# Petrogale inornata
Petrogale inornata é uma espécie de marsupial da família Macropodidae. Endêmica da Austrália.